# Jakovlev Jak-38
Jak-38 (ryska: Як-38, efter tillverkaren: Яковлев, "Jakovlev", internnamn: изделие ВМ, "verk VM", fabrikatnamn: изделие 86, "verk 86", NATO-rapporteringsnamn: Forger) är ett sovjetiskt fartygsbaserat attackflygplan med vertikal start- och landningsförmåga (V/STOL), utvecklat av flygplanstillverkaren Jakovlev på 1970-talet för Sovjetunionens flotta.
Jak-38 var det första sovjetiska flygplanet med V/STOL-förmåga att nå serieproduktion, följandes det misslyckade V/STOL-projektet Jakovlev Jak-36.

## Historia
Under 1960-talet experimenterade flygtillverkaren Jakovlev med olika VTOL-konstruktioner vilket ledde fram till provflygplanet Jak-36. På uppdrag av försvarsminister Andrej Gretjko och flottchefen amiral Sergej Gorsjkov konstruerade Jakovlev en mer fältmässig version lämpad för serieproduktion som fick beteckningen Jak-36M, vilket ändrades till Jak-38 när produktionen startade.
Flygplanen baserades på hangarfartygen i Kretjet-klassen, men kort räckvidd, liten vapenlast och otillräcklig dragkraft för att kunna lyfta i varm och fuktig luft gjorde deras användbarhet begränsad. Därför lanserades den förbättrade versionen Jak-38M 1982 där startvikten ökades med ett halvt ton. Den fick också möjlighet att bära fälltankar för att öka räckvidden samt möjlighet att bära attackroboten Ch-23 Grom och automatkanonkapslar.
Fyra stycken Jak-38:or skickades till kriget i Afghanistan där de opererade som vanliga attackflygplan. På hög höjd kunde de inte starta vertikalt utan startade som normala flygplan. I slutet av 1980-talet när hangarfartyget Admiral Kuznetsov (dåvarande Riga) började byggas drogs Jak-38 tillbaka från aktiv tjänst och avfördes helt 1991.
En uppföljare till planet, Jakovlev Jak-141, var planerad och några få prototyper testflögs. Projektet stoppades i början av 1990-talet på grund av ekonomiska problem.

## Konstruktion
Jak-38 är byggt helt i aluminium. Vingarna som är relativt tunna kan vikas uppåt hydrauliskt för att ta mindre plats ombord på hangarfartyg. För vertikal start och landning kan motorutblåsen vinklas rakt ner. Eftersom huvudmotorn inte har dragkraft nog att lyfta hela flygplanet och dessutom sitter långt bakom tyngdpunkten finns även två stycken vertikalt monterade lyftmotorer bakom cockpit. Om lyftmotorerna inte skulle fungera kan Jak-38 (i alla fall i teorin) genomföra en konventionell landning på det 200 meter långa flygdäcket på Kretjet-klassen. För det ändamålet finns en bromsskärm i stjärten av planet.
Jak-38 har det automatiska styrsystemet SAU-36 som tar över när motorutblåsens vinkel överstiger 67°. Planet styrs då av jetstrålar från utblås i stjärten och vingspetsarna. Luften till jetstrålarna tas från huvudmotorns kompressor. Styrsystemet kan också utlösa pilotens raketstol automatiskt om flygplanets orientering avviker för mycket från horisontalplanet.
I västvärlden trodde man länge att Jak-38M hade en enkel Izumrud-radar i likhet med MiG-17PF och MiG-19P. Dock nämner Inga ryska källor om någon radar. Den lilla radomen i nosen är antagligen sändaren till datalänken Delta-NG2 som används för att styra Ch-23-robotarna.

## Varianter
- Jak-36M – Prototyp baserad på Jakovlev Jak-36.
- Jak-38 – Första produktionsserien. 143 byggda.
- Jak-38M – Förbättrad version med fler vapenalternativ och högre maximal startvikt.
- Jak-38U – Förlängd, tvåsitsig skolversion för pilotutbildning.

### Aldrig byggda varianter
- Jak-38MP – Jak-38M med vissa system kopierade från jaktflygplanet Mikojan-Gurevitj MiG-29, vilket till exempel gjorde det möjligt att bära jaktroboten Vympel R-73.
- Jak-39 – Förbättrad version med radar, kraftigare motorer och större vingyta.

## Bilder

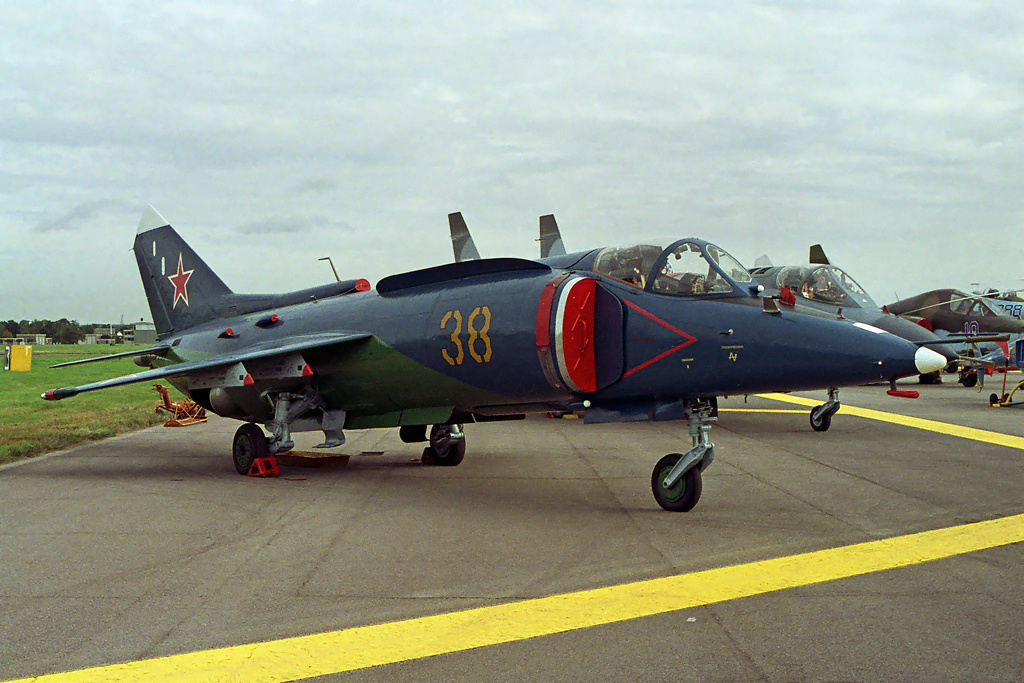
Jak-38M.
Jak-38U.
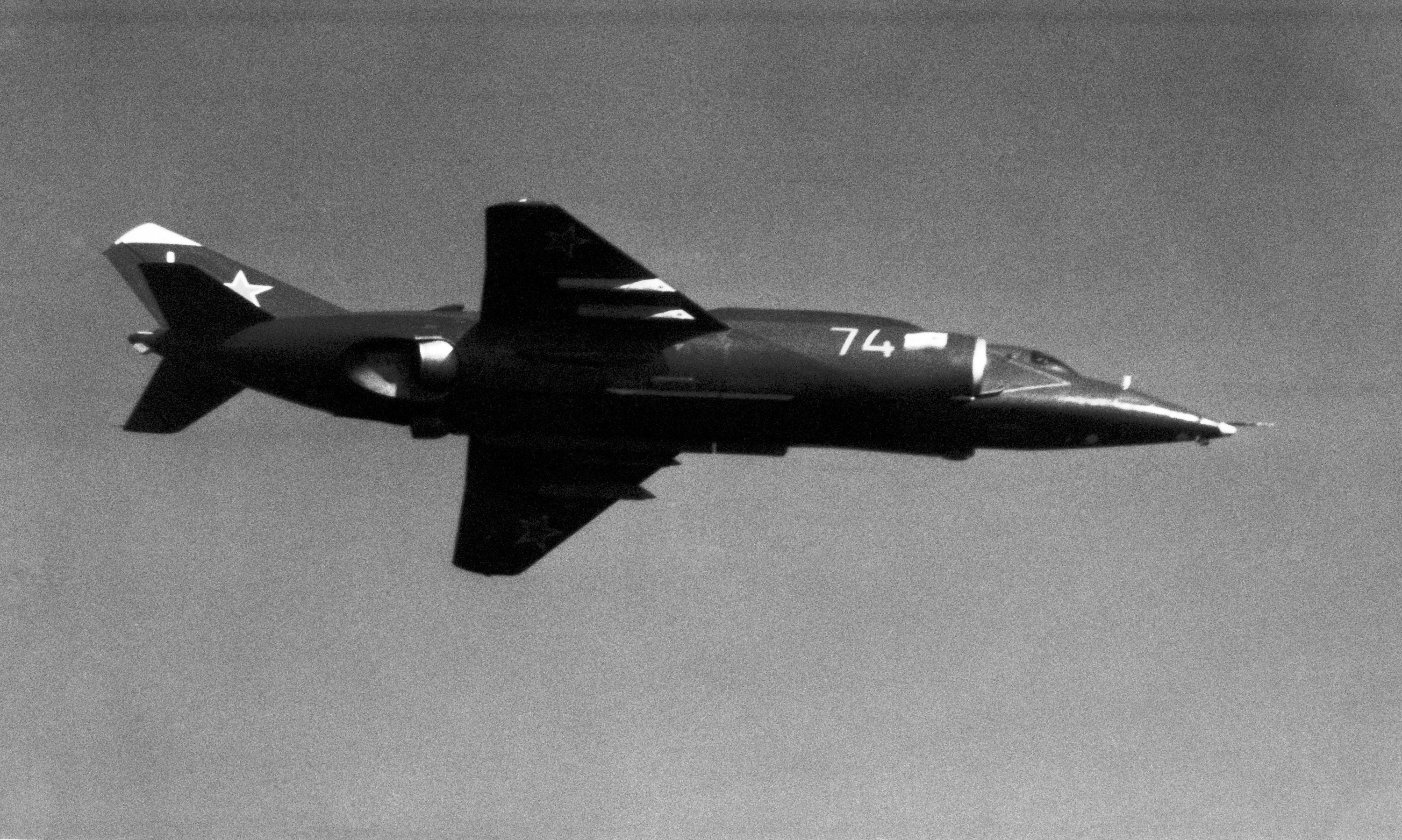
En Jak-38 sedd snett underifrån.
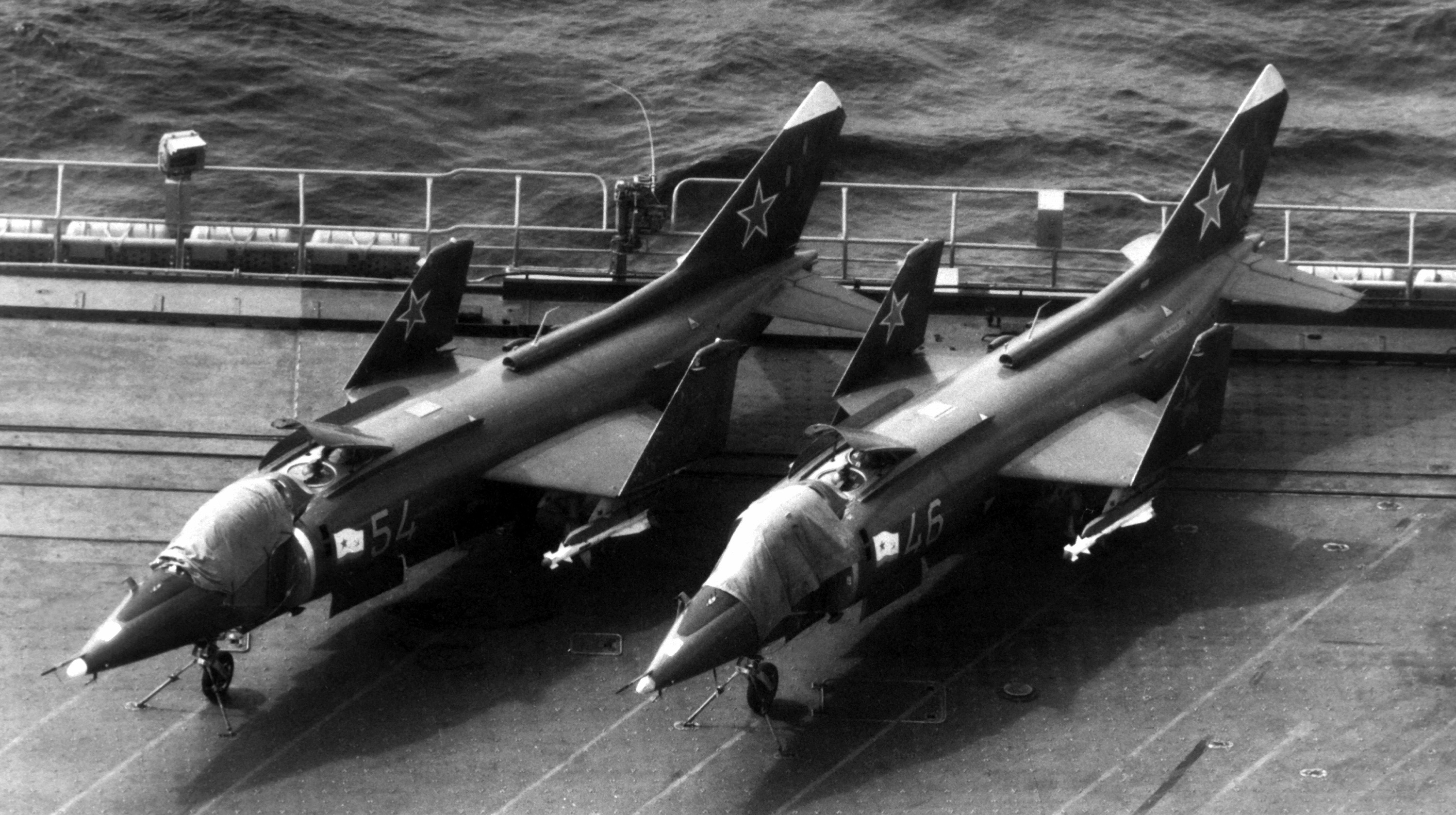
Två Jak-38 uppställda på däck. Båda är beväpnade med R-60 jaktrobotar. Vingarna är uppfällda och luckorna ovanför lyftmotorerna är öppna.
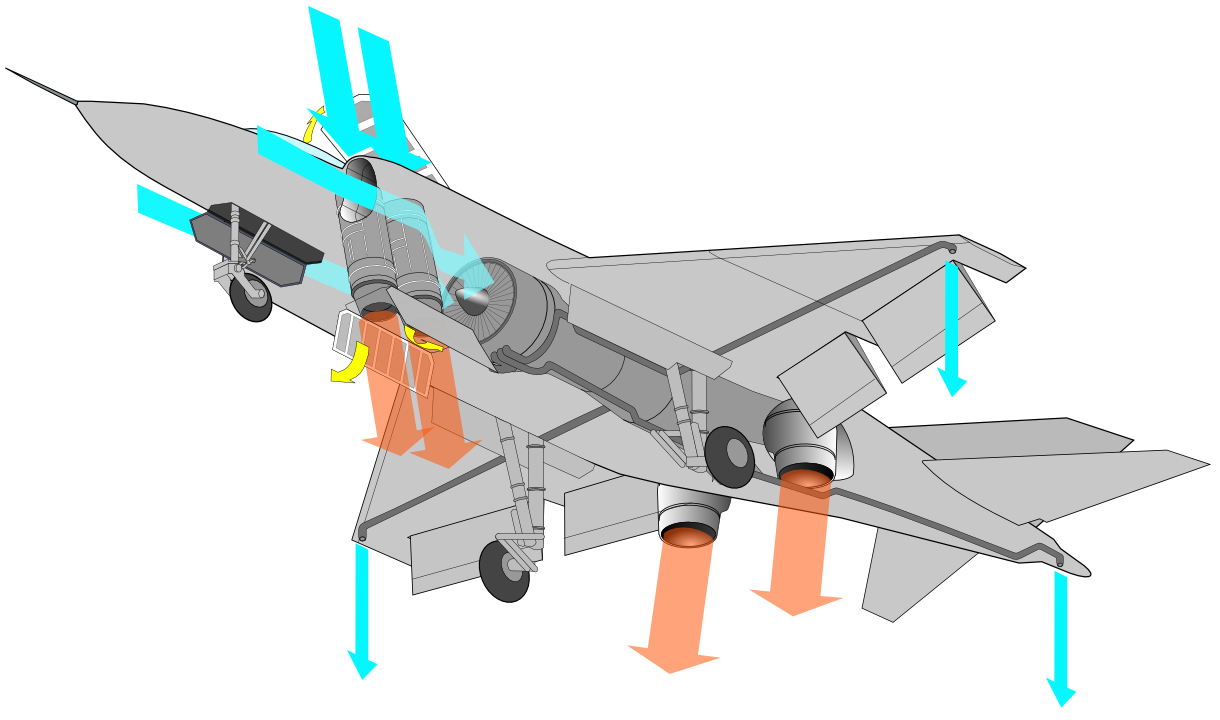
En schematisk bild som visar luftflödet vid vertikal start och landning av en Jak-38.